# Список наук

## А
- Агоністика — мистецтво і теорія професійного боксу.
- Агріологія — порівняльне вивчення примітивних народів.
- Агробіологія — рослинництво.
- Агрологія — вивчення агрокультурних ґрунтів.
- Агростологія — вивчення трав.
- Аденологія — наука, розділ анатомії, що вивчає залози.
- Аеробіологія — наука про мешканців атмосфери.
- Аеродинаміка — наука про гази, про рух потоків повітря або газу.
- Аеролітологія — наука про аероліти
- Аерологія — вивчення атмосфери.
- Аеронавтика — навігація в атмосфері і просторі.
- Аерофілателія — колекціонування штампів авіапошти.
- Аеростатика — наука про повітряний тиск; мистецтво запуску кульових зондів.
- Акарологія — наука що вивчає кліщів.
- Аксіологія — наука про цінності.
- Акустика — наука про звук.
- Альгологія — наука що вивчає водорості.
- Анатомія — наука що вивчає будову організму.
- Анестезіологія — вивчення знеболюючих речовин.
- Андрогогія — теорія і практика навчання дорослих.
- Анемологія — вивчення вітрів.
- Ангіологія — вивчення кровоносної та лімфатичної систем.
- Антропобіологія — біологія людини.
- Антропологія — наука що вивчає тілесну природу людини і її походження.
- Апіологія — наука що вивчає медоносних бджіл.
- Арахнологія — наука що вивчає павуків.
- Археологія — наука що вивчає історію за речовими доказами.
- Архологія — наука про походження влади.
- Ареологія — вивчення внутрішньої будови Марса.
- Ареографія — вивчення поверхні Марса
- Аристологія — наука або мистецтво харчування.
- Арифметика — наука про натуральні числа та найпростіші (арифметичні) дії над ними.
- Астрофізика — наука, розділ астрономії, що використовує принципи фізики та хімії, який вивчає фізичні процеси в астрономічних об'єктах, таких як зірки, галактики, екзопланети і т.д.
- Астрохімія — наука,розділ науки на стику астрофізики та хімії, що вивчає хімічні реакції між атомами, молекулами та зернами пилу у міжзоряному середовищі, включаючи фази утворення зірок та планет, а також взаємодію атомів та молекул з космічним випромінюванням.
- Афрологія— наука що вивчає Венеру.

## Б
- Бактеріологія — наука що вивчає бактерії.
- Батрахологія — наука що вивчає земноводних.
- Балістика — наука про що вивчає рух тіл, зіткнення снарядів кинутих у просторі, заснована на математиці та фізиці.
- Біогеографія — наука що вивчає будову та функціонування комплексів живої природи.
- Біоінженерія — наука що вивчає і займається внесенням змін до живих організмів.
- Біоінформатика — наука що вивчає обчислення і алгоритми.
- Біологія океану — наука що вивчає життя живих організмів.
- Біологія розвитку — наука що вивчає механізми і рушійні сили індивідуального розвитку.
- Біометрія — наука що вивчає сукупність методів опрацювання даних.
- Біомеханіка — наука що вивчає властивості біологічних об'єктів.
- Біоніка — наука що вивчає використання біологічних методів та структур для розробки інженерних рішень та технологічних методів.
- Біосеміотика — наука що вивчає і досліджує знаки і знакові системи в живих організмах.
- Біоспелеологія — наука що вивчає організми які мешкають в печерах.
- Біофізика — наука що вивчає фізичні та фізико-хімічні явища зародження.
- Біохімія — наука що вивчає хімічний склад організмів.
- Біоценологія — наука що вивчає біоценози.
- Ботаніка — наука що вивчає рослини гриби і водорості.
- Ботанічна географія — наука що вивчає закономірності географічного розповсюдження рослинного покрову в зв'язку з рельєфом, кліматом, ґрунтами та іншими складовими ландшафту.
- Бріологія — наука що вивчає мохи і печіночники.

## В
- Валеологія — наука що вивчає способи здорового життя.
- Вікова анатомія — наука що вивчає зміни в будові тіла.
- Вірусологія — наука що вивчає віруси.

## Г
- Гельмінтологія — наука що вивчає гельмінтів.
- Генетика — наука що вивчає гени.
- Геологія — наука про тверду оболонку Землі, її будову, речовинний склад, рухи та історію розвитку, а також процеси, що її створили.
- Геральдика — наука що вивчає герби.
- Геронтологія — наука що вивчає старіння живих істот.
- Герпетологія — наука що вивчає плазунів та амфібій.
- Гідробіологія — наука що вивчає населення гідросфери.
- Гістологія — наука що вивчає будову тканин живих організмів.
- Глікобіологія — наука що вивчає хімічний і біохімічний склад сахаридів.
- Географія — наука, що вивчає природу Землі, населення та його господарську діяльність.

## Ґ
- Ґрунтознавство — наука про ґрунт, його склад, властивості, походження, розвиток, географічне поширення, раціональне використання.

## Д
- Дендрологія — наука що вивчає дерева.
- Дерматологія — наука що вивчає шкіру.

## Е
- Еволюційна біологія — наука що вивчає походження видів та їх зміни.
- Екологія — наука що вивчає і досліджує взаємовідносини між біотичними та соціальними цілісностями та їхнім середовищем.
- Ембріологія — наука що вивчає розвиток онтигезу.
- Епіграфія — наука що вивчає написи.
- Ендокринологія — наука що вивчає будову та функції залоз внутрішньої секреції.
- Ентомологія — наука що вивчає комах.
- Етика — наука про мораль.
- Етологія — наука що вивчає поведінку тварин.
- Етнологія — наука про народи.

## Є
- Єгиптоло́гія — наука, що вивчає мову, історію, культуру, релігію, мистецтво та археологію Стародавнього Єгипту.
- Європеїстика —наука вивчає Європу.

## Ж
- Журналістика — наука, що вивчає збір, аналіз та поширення інформації через засоби масової інформації.
- Жіночі студії — наука, що вивчає досвід, права та становище жінок у суспільстві.
- Жанрологія — наука, що вивчає теорію та історію жанрів у мистецтві та літературі.
- Житлове право — галузь права, що вивчає норми, які регулюють житлові відносини.
- Журналознавство — наука, що вивчає історію, теорію та типологію журнальних видань.

## З
- Зоологія — наука що вивчає тварин.
- Землезнавство — наука, що вивчає географічну оболонку Землі, її структуру та динаміку.
- Загальна психологія — розділ наук психології, що вивчає найбільш загальні психологічні закономірності.
- Загальна теорія відносності — фундаментальна фізична теорія, що описує гравітацію як властивість простору-часу.
- Зарубіжна література (як наукова дисципліна) — розділ літературознавства, що вивчає літературні твори, створені за межами власної країни.
- Зв'язки з громадськістю (PR) — наука, що вивчає управління комунікаціями між організацією та її громадськістю.
- Зооархеологія (або Археозоологія) — наука, що вивчає рештки тварин з археологічних розкопок.
- Зоогеографія — наука, що вивчає закономірності поширення тварин на земній кулі.
- Зоопсихологія — наука, що вивчає психіку, інстинкти та поведінку тварин.
- Зоосеміотика — наука, що вивчає знакові системи комунікації у тварин.
- Зоряна астрономія — наук астрономії, що вивчає зорі, їхню будову, походження та еволюцію.

## І
- Історія —наука, що досліджує минуле, реальні факти та закономірності зміни історичних подій, еволюцію суспільства та відносин усередині нього, зумовлених людською діяльністю протягом багатьох поколінь.
- Імунологія — наука що вивчає імунну систему організмів.
- Іхтіологія — наука що вивчає риб.

## Й
- Йогознавство — наука що вивчає історію, філософію, практики та культурний вплив йоги.
- Йодиметрія — наук аналітичної хімії, що вивчає методи кількісного аналізу, засновані на реакціях з використанням йоду як титранту.
- Йодометрія — наук аналітичної хімії, що вивчає методи кількісного аналізу, засновані на титруванні йоду, який виділяється в ході хімічної реакції.
- Йотація — наука (розділ фонетики), що вивчає явище появи звука [j] перед голосним або його вплив на попередній приголосний.

## К
- Карцинологія — наука що вивчає ракоподібних.
- Кінематика — наука що вивчає рух тіл у просторі.
- Клітинна біологія — наука що вивчає функції прокаріотичних і еукаріотичних клітин.
- Кольорознавство— наука що вивчає розрізнення та сприйняття кольорів.
- Космічна біологія — наука що вивчає можливість існування живих організмів у космосі та на інших планетах крім Землі.
- Космологія — наука, що вивчає будову і еволюцію Всесвіту як єдиного цілого.
- Ксенобіологія — наука що вивчає форми життя позаземного походження.
- Кардіологія — наука про серце.
- Квантова хромодинаміка (КХД) — наука ,що описує сильну взаємодію елементарних частинок.
- Квантова механіка — наука, що описує фізичні явища, в яких дію можна порівняти за величиною з постійною планкою.
- Квантова електродинаміка — наука, квантово-польова теорія електромагнітних взаємодій.
- Квантова оптика —наука,називають розділ оптики, що займається вивченням явищ, у яких виявляються квантові властивості світла.
- Квантова фізика —розділ теоретичної фізики, у якому вивчаються квантово-механічні  й квантово-польові системи і закони їх руху.
- Космохімія —наука про космос, що вивчає хімічний склад космічних тіл і речовини, що заповнюють космічний простір, закони розподілу хімічних елементів у Всесвіті, процеси творення й міграції (переміщення) космічних речовин.
- Кінознавство — наука, що вивчає історію, теорію та художні особливості кіномистецтва.
- Країнознавство — комплексна наука, що вивчає природу, населення, господарство та культуру окремих країн.
- Краєзнавство — наука, що вивчає природу, історію, культуру та населення певної місцевості (краю).
- Криміналістика — наука, що вивчає методи розслідування та розкриття злочинів.
- Кримінологія — наука, що вивчає злочинність, її причини та методи боротьби з нею.
- Критика (літературна, мистецька) — наука, що вивчає та оцінює явища в певній сфері людської діяльності.
- Культурологія — наука, що вивчає культуру як цілісну систему, її закономірності та розвиток.
- Компаративістика (порівняльне літературознавство) — наука, що вивчає літературні явища шляхом їх порівняння.
- Конфліктологія — наука, що вивчає закономірності виникнення, розвитку та вирішення конфліктів.
- Класична філологія — наука, що вивчає мови, літературу та культуру Стародавньої Греції та Риму.
- Кліматологія — наука, що вивчає клімат, його формування, розподіл та зміни.
- Кріобіологія — наука, що вивчає вплив низьких температур на живі організми.
- Кристалографія — наука, що вивчає будову, властивості та утворення кристалів.
- Кристалохімія — наука, що вивчає зв'язок між хімічним складом речовини та її кристалічною структурою.
- Когнітивістика — наука, що вивчає пізнання, мислення та роботу мозку.
- Кваліметрія — наука, що вивчає методи кількісного оцінювання якості продукції та послуг.

## Л
- Лепідоптерологія — наука що вивчає представників ряду Лускокрилі (метелики).
- Лінгвістика — наука що вивчає мову, мовознавство.
- Ліхенологія — наука що вивчає лишайники.
- Літературознавство — наука, що вивчає художню літературу, її теорію, історію та методологію аналізу.
- Логіка — наука, що вивчає форми, закони та методи правильного мислення і міркувань.
- Лексикологія — розділ мовознавства, що вивчає словниковий склад мови (лексику).
- Лексикографія — розділ мовознавства, що займається теорією та практикою укладання словників.
- Латиністика — галузь філології, що вивчає латинську мову, літературу та культуру.
- Лісознавство — наука, що вивчає природу лісу, його біологію, екологію та закономірності розвитку.
- Ландшафтознавство — наука, що вивчає природні територіальні комплекси (ландшафти), їхню структуру та динаміку
- Лімфологія — розділ медицини, що вивчає лімфатичну систему, її будову, функції та захворювання.
- Логопедія — наука, що вивчає порушення мовлення, їх причини, механізми та методи корекції.
- Логістика — прикладна наука, що вивчає організацію та управління процесами руху товарів, послуг та інформації.

## М
- Малакологія — наука, що вивчає молюсків.
- Математика — точна формальна наука, що спочатку досліджувала кількісні відносини та просторові форми.
- Математична та теоретична біологія — наука, що вивчає закономірності функціонування живого.
- Меліттологія — наука, що вивчає бджіл.
- Метеоритика — наука, що вивчає метеорні тіла (у всіх їх станах і проявах)
- Мікологія — наука, що вивчає гриби
- Мікробіологія — наука, що вивчає мікроорганізми.
- Мірмекологія — наука, що вивчає мурашок.
- Молекулярна біологія — наука, що вивчає біологічні процеси на рівні біополімерів — нуклеїнових кислот і білків та їх надмолекулярних структур.
- Мінералогія — наука про мінерали, що вивчає їх зовнішній вигляд, геометричну форму, фізичні та хімічні властивості а також склад.
- Морфологія —наука, термін що має кілька значень:

наука що вивчає форму та структуру організму; розділ граматики, який вивчає форму та будову слова.
- Морфологія земної поверхні (геоморфологія) — наука про рельєф Землі, його походження, просторові, генетичні та історичні закономірності будови та розвитку.
- Морфологія мінералів — розділ мінералогії, що займається вивченням форми мінералів.
- Міфологія —наука, що вивчає та систематизує міфи (також означає сукупність міфів певного народу)

## Н
- Нейробіологія — наука що вивчає нервову систему.
- Нумізматика — наука що вивчає монети.
- Народознавство (або Етнологія) — наука, що вивчає культуру, побут, походження та розселення народів.
- Наукознавство — наука, що вивчає закономірності функціонування та розвитку науки як системи знань.
- Наратологія — наука, що вивчає теорію та структуру оповіді (наративу) в літературі та мистецтві.
- Номотетика — напрям у методології науки, що вивчає загальні закони та закономірності.
- Неврологія — розділ медицини, що вивчає захворювання центральної та периферичної нервової системи.
- Нефрологія — розділ медицини, що вивчає функції, будову та захворювання нирок.
- Неонатологія — розділ медицини, що вивчає немовлят, новонароджених, їхні хвороби та патології.
- Нанотехнологія — прикладна наука, що вивчає створення та використання матеріалів і пристроїв на рівні атомів та молекул.
- Неевклідова геометрія — розділ геометрії, що вивчає геометричні системи, в яких не виконується аксіома паралельності Евкліда
- Нейролінгвістика — наука, що вивчає мозкові механізми, які забезпечують мовленнєву діяльність людини.
- Нейропсихологія — наука, що вивчає зв'язок психічних процесів із певними системами головного мозку.
- Нейроекономіка — наука, що вивчає процеси прийняття економічних рішень людиною за допомогою методів нейробіології.
- Нейроетика — наука, що вивчає етичні проблеми, пов'язані з дослідженнями мозку та їх застосуванням.
- Неорганічна хімія — наука, що вивчає хімічні елементи, їхні прості та складні сполуки (за винятком сполук Карбону).
- Нейтринна астрономія — розділ астрономії, що вивчає космічні об'єкти шляхом реєстрації випромінюваних ними нейтрино.
- Неотектоніка — розділ геології, що вивчає найновіші рухи та деформації земної кори.
- Нематологія — розділ зоології, що вивчає круглих червів (нематод).
- Наркологія — розділ медицини, що вивчає прояви, профілактику та лікування залежностей (алкоголізму, наркоманії, токсикоманії).
- Нутриціологія — наука, що вивчає харчування, склад продуктів та їхній вплив на здоров'я людини.
- Нейрофізіологія — розділ фізіології, що вивчає функції нервової системи та її структур.
- Націологія — наука, що вивчає нації, процеси їх формування, функціонування та міжнаціональні відносини.
- Неолатиністика — галузь філології, що вивчає латинську мову та літературу Нового часу (після епохи Відродження).
- Нарисна геометрія — розділ геометрії, що вивчає методи зображення тривимірних об'єктів на площині.
- Навігація — прикладна наука, що вивчає методи визначення місцезнаходження та керування рухом об'єктів у просторі.

## О
- Онейрологія— наука що вивчає сновидіння.
- Орнітологія — наука що вивчає птахів.
- Остеологія — наука, яка вивчає будову та функції кісток, а також пов'язаних з ними структур, підрозділ анатомії.
- Офтальмологія — наука що вивчає очі.

## П
- Палеоботаніка — наука що вивчає викопні рослини та їхній розвиток протягом усіх геологічних часів.
- Палеозоологія — наука що вивчає викопних тварин та їхній розвиток протягом усіх геологічних часів.
- Палеонтологія — наука що вивчає вимерлі організми.
- Паразитологія — наука що вивчає паразитичні організми.
- Педагогіка - наука, яка вивчає процеси навчання, виховання і розвитку особистості.
- Протозоологія — наука що вивчає одноклітинні організми.
- Психологія — наука, що вивчає психічні явища (мислення, почуття, волю) та поведінку людини.
- Птеридологія — наука що вивчає папороті.

## Р
- Радіобіологія — наука що вивчає вплив радіоактивних речовин на організми.
- Робототехніка — наука, що вивчає розробку технічних систем та являє собою найважливішою технічною комісією розвитку виробництва.
- Релігієзнавство — наука, що вивчає релігію, її походження, розвиток та функціонування в суспільстві.
- Риторика — наука, що вивчає мистецтво красномовства, теорію та практику переконливої комунікації.
- Романістика —наука, що вивчає романські мови (французьку, іспанську, італійську та ін.), їхню літературу та культуру.
- Русистика — наука, що вивчає російську мову, літературу та культуру.
- Регіоналістика — наука, що вивчає закономірності формування та розвитку територіальних регіонів.
- Ревматологія — розділ медицини, що вивчає діагностику та лікування ревматичних захворювань сполучних тканин і суглобів.
- Реабілітологія — наука, що вивчає методи відновлення здоров'я та працездатності людей після захворювань чи травм.
- Рентгенологія — розділ медицини, що вивчає застосування рентгенівського випромінювання для діагностики та лікування хвороб.
- Рефлексологія — галузь альтернативної медицини, що вивчає вплив на біологічно активні точки на тілі людини.
- Радіоастрономія — розділ астрономії, що вивчає космічні об'єкти за допомогою їхнього радіовипромінювання.
- Радіофізика — розділ фізики, що вивчає електромагнітні коливання та хвилі радіодіапазону.
- Радіохімія — розділ хімії, що вивчає хімічні властивості радіоактивних елементів та їхніх сполук.
- Ресурсознавство — наука, що вивчає природні ресурси, їх класифікацію, оцінку та раціональне використання.
- Реологія — наука фізики, що вивчає деформації та плинність речовини.

## С
- Селенографія — розділ планетології, що вивчає поверхню Місяця
- Селенологія — розділ планетології, що вивчає внутрішню будову та хіміко-мінералогічний склад Місяця
- Систематика — наука, що вивчає різноманіття живих організмів.
- Системна біологія — наука, що вивчає життя.
- Синтетична біологія — наука, що вивчає біологічні системи, які не існували раніше.
- Сфрагістика — наука, що вивчає печатки.
- Сопромат — наука, що вивчає міцність та надійність деталей машин та конструкцій.

## Т
- Тератологія — наука що вивчає вродженні аномалії організмів.
- Теріологія — наука що вивчає ссавців.
- Токсикологія — наука що вивчає отруйні і шкідливі речовини.
- Топологія — розділ математики, який наближений до геометрії. Найфундаментальніше поняття топології-  неперевність.
- Термінологія — наука що вивчає терміни та їхню галузь в мовах, також проблематику їх використання.

## Ф
- Фармакологія — наука що вивчає ліки.
- Фізика - наука про найбільш загальні закони природи, про матерію, її структуру, рух і правила трансформації. Є точною наукою.
- Фізіологія — наука про життєві процеси, діяльність окремих органів та їхні системи й загалом усього організму.
- Філогенетика — наука що вивчає прояснення еволюційних взаємин.
- Фелинологія -- наука що вивчає кішок

## Х
- Хімія - наука, що вивчає речовини, також їх склад та будову, їх властивості, що залежать від складу та будови, їх перетворення, що ведуть до зміни складу - хімічні реакції, а також закони та закономірності, яким ці перетворення підкоряються.

## Ц
- Ценологія — наука що вивчає біоценози.
- Цитологія — наука що вивчає клітини.